# Biemna trisigmata
Biemna trisigmata är en svampdjursart som beskrevs av Mothes och Campos 2004. Biemna trisigmata ingår i släktet Biemna och familjen Desmacellidae.
Artens utbredningsområde är havet utanför Brasilien. Inga underarter finns listade i Catalogue of Life.